# Санкт-Петербургско-Азовский коммерческий банк
Санкт-Петербургско-Азовский коммерческий банк — российский банк, работавший до 1903 года.

## История
Банк был учрежден не ранее 1886 и не позже 1888 года по инициативе предпринимателя Якова Соломоновича Полякова с целью обеспечения оперативного посредничества между Азовско-Донским банком и финансовыми учреждениями Санкт-Петербурга.
Располагался на Невском проспекте: до 1895 года — в доме № 64, в 1895—1901 годах — в собственном доме № 62, в 1901—1903 годах — в доме № 15.
К 1901 году банк имел отделения в 10 городах России, а также в Брюсселе.

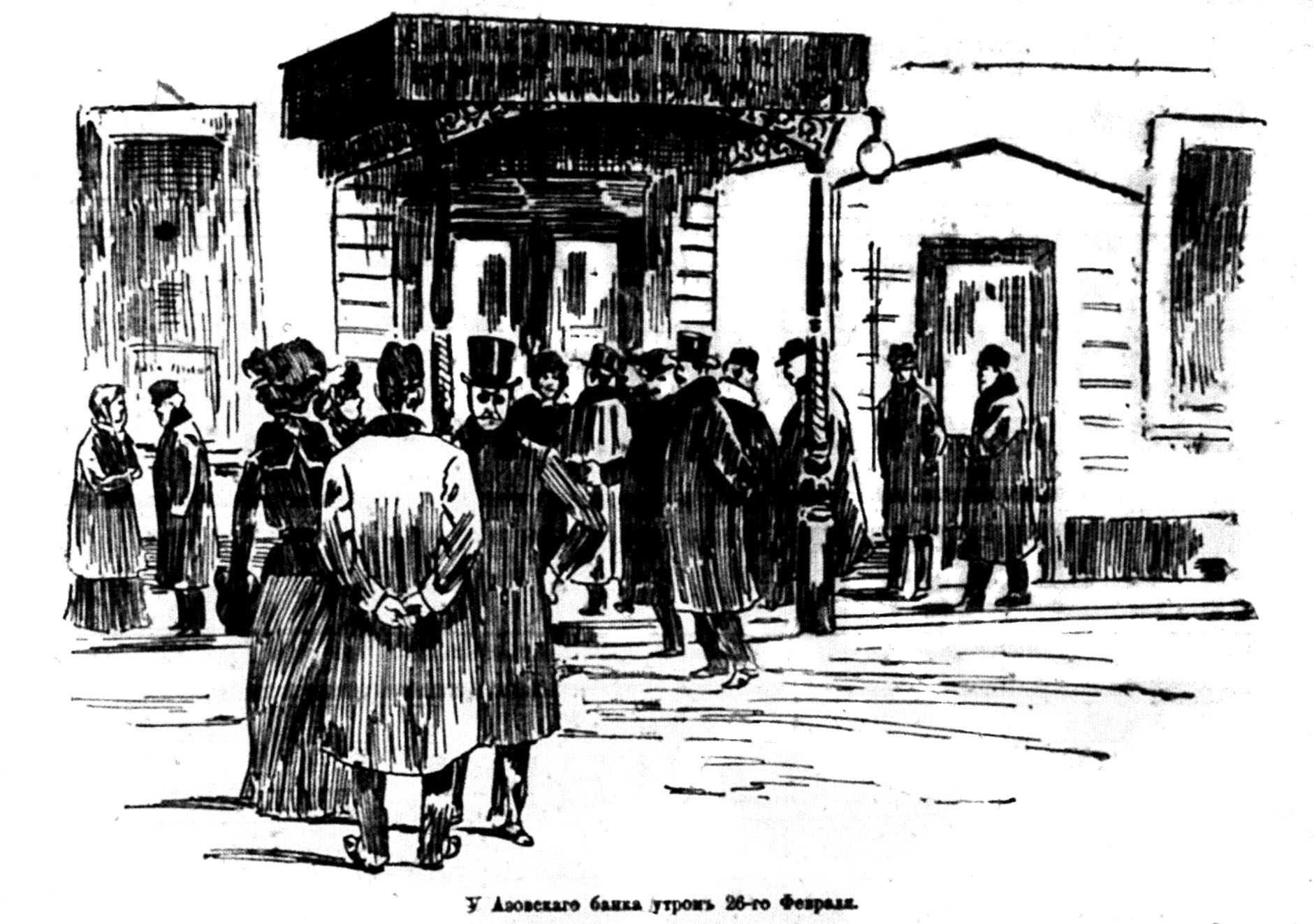
У Азовского банка. Рисунок в газете «Петербургский листок» (1902. 3 марта. № 60)

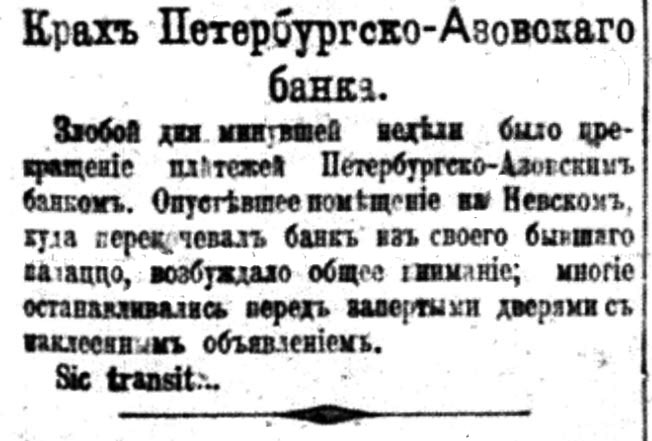
Крах Петербургско-Азовского банка. (Петербургский листок. 1902. 3 марта. № 60)

Изменение адреса банка в 1901 году было вызвано необходимостью продажи собственного здания Северному банку в связи с финансовыми трудностями, вызванными экономическим кризисом. 
В 1903 году банк прекратил существование в связи с несостоятельностью.

## Руководство
- Руководство банка в 1893 году здесь[7].
- Руководство банка в 1903 году здесь[6].

## Название
- В оглавлении справочников «Весь Петербург» банк именовался как «Банк Азовский Коммерческий Спб»[8] и «Азовский Спб Коммерческий Банк»[9].